# Artur Budziłło
Artur Budziłło (ur. 21 lipca 1979) – polski lekkoatleta, płotkarz, młodzieżowy mistrz Europy z 2001.
Startował w biegu na 110 metrów przez płotki na mistrzostwach świata juniorów w 1998 w Annecy, gdzie odpadł w półfinale.
Zwyciężył w tej konkurencji na młodzieżowych mistrzostwach Europy w 2001 w Amsterdamie.
Był wicemistrzem Polski w biegu na 110 metrów przez płotki w 2001 i 2002. 
Był zawodnikiem Lubtouru Zielona Góra i ZLKL Zielona Góra.
Rekordy życiowe::
| Konkurencja                     | Data i miejsce           | Wynik |
| ------------------------------- | ------------------------ | ----- |
| bieg na 110 metrów przez płotki | 18 sierpnia 2001, Gdańsk | 13,70 |

Musiał wybierać między studiami a karierą sportową, wybrał studia.